# Atletismo Clube de Portalegre
O Atletismo Clube de Portalegre é uma associação sem fins lucrativos sediada na cidade de Portalegre, em Portugal. São apelidados de os lobos devido à sua resistência inquebrável e valores de equipa, a Alcateia.

## Missão
O ACP visa o fomento do atletismo em todas as suas especialidades e do Desporto de um modo geral e podem aderir todas as pessoas que o desejarem.
O Atletismo Clube de Portalegre dedica a sua atividade à prática da corrida de estrada bem como de trilho.

## Atividades

#### UTSM - Ultra trail de São Mamede
Organiza anualmente e desde 2012 o UTSM - Ultra trail da São Mamede, prova de corrida de trilhos de várias distâncias entre os 12km (caminhada) e os 110Km D+5000m (ultra trail), com centenas de atletas de vários países. Esta prova, que pontua para a qualificação para o UTMB - Ultra trail du Mont Blanc e faz parte do campeonato nacional de trail  foi ganhando relevo na panorama nacional de trails.

#### TAEJO - Internacional São Mamede Trail
É parceiro com o município de Portalegre na organização do TAEJO Internacional São Mamede Trail - Trail transfronteiriço por equipas cuja primeira edição está prevista para o ano de 2020, adiada por ora a primeira etapa devido à pandemia COVID-19.

#### Caminhadas & Gargalhadas
Organiza a atividade Caminhadas & Gargalhadas, projeto de promoção da atividade física associada à saúde centrado na caminhada para a população de um modo geral e funciona de modo informal através de um grupo público na rede social facebook.«Ligação»

#### Corta Mato do ACP
Leva ainda a cabo o Corta Mato do ACP em parceria com a AADP - Associação de Atletismo do Distrito de Portalegre e apoio de diversas entidades.